# Chvaleticeïta
La chvaleticeïta és un mineral de la classe dels sulfats que pertany al grup de l'hexahidrita. Rep el seu nom de la localitat de Chvaletice, a la República Txeca, on va ser descoberta.

## Característiques
La chvaleticeïta és un sulfat de fórmula química Mn(SO₄)(H₂O)₆. Cristal·litza en el sistema monoclínic, i acostuma a trobar-se en forma d'agregats de gra fi. La seva duresa a l'escala de Mohs és 1,5.
Segons la classificació de Nickel-Strunz, la chvaleticeïta pertany a «07.CB: Sulfats (selenats, etc.) sense anions addicionals, amb H₂O, amb cations de mida mitjana» juntament amb els següents minerals: dwornikita, gunningita, kieserita, poitevinita, szmikita, szomolnokita, cobaltkieserita, sanderita, bonattita, aplowita, boyleïta, ilesita, rozenita, starkeyita, drobecita, cranswickita, calcantita, jôkokuïta, pentahidrita, sideròtil, bianchita, ferrohexahidrita, hexahidrita, moorhouseïta, niquelhexahidrita, retgersita, bieberita, boothita, mal·lardita, melanterita, zincmelanterita, alpersita, epsomita, goslarita, morenosita, alunògen, metaalunògen, aluminocoquimbita, coquimbita, paracoquimbita, romboclasa, kornelita, quenstedtita, lausenita, lishizhenita, römerita, ransomita, apjohnita, bilinita, dietrichita, halotriquita, pickeringita, redingtonita, wupatkiïta i meridianiïta.

## Formació i jaciments
Pot formar-se degut a la deshidratació de la mal·lardita amb contingut de magnesi. Va ser descoberta a la localitat de Chvaletice, a la Regió de Pardubice, República Txeca, a on sol trobar-se associada a altres minerals com la melanterita, la mal·lardita i l'epsomita. També ha estat descrita a la mina Pomorzany, a la localitat d'Olkusz, al Voivodat de Petita Polònia (Polònia). Es tracta dels dos únics indrets on ha estat trobada aquesta espècie mineral.